# سیلور سیتی (کالیفرنیا)
سیلور سیتی (به انگلیسی: Silver City) یک منطقهٔ مسکونی در ایالات متحده آمریکا است که در شهرستان تولار، کالیفرنیا واقع شده‌است. سیلور سیتی ۱٫۴۹۱ کیلومتر مربع مساحت و ۰ نفر جمعیت دارد و ۲٬۰۵۱٫۹۴ متر بالاتر از سطح دریا واقع شده‌است.